# Aspidoscelis rodecki
Espèce
Synonymes
- Cnemidophorus cozumelus rodecki McCoy & Maslin, 1962
- Cnemidophorus rodecki McCoy & Maslin, 1962

Statut de conservation UICN

 NT  : Quasi menacé
Aspidoscelis rodecki est une espèce de sauriens de la famille des Teiidae.

## Répartition
Cette espèce est endémique du Mexique. Elle se rencontre dans les États de Quintana Roo et du Yucatán.

## Description
C'est une espèce parténogénique.

## Étymologie
Cette espèce est nommée en l'honneur de Hugo George Rodeck (1903-2005).

## Publication originale
- McCoy & Maslin, 1962 : A review of the teiid lizard Cnemidophorus cozumelus and the recognition of a new race, Cnemidophorus cozumelus rodecki. Copeia, vol. 1962, no 3, p. 620-627.